# Rusev (đô vật)
Miroslav Barnyashev (tiếng Bulgaria: Мирослав Барняшев) (sinh ngày 25 tháng 12 năm 1985) là một đô vật người Bulgaria được biết đến nhiều hơn với tên trên võ đài của anh là Alexander Rusev hay gọi tắt là Rusev. Hiện tại anh đang đấu vật ở WWE SmackDown Live. Anh là cựu 2 lần WWE United States Champion và là cựu thành viên của nhóm The League of Nations (WWE).

## Các chức vô địch và danh hiệu
- Pro Wrestling Illustrated
  - Most Improved Wrestler of the Year (2014)
  - PWI xếp hạng 8 trong số 500 đô vật xuất sắc nhất năm 2015.
- Rolling Stone
  - Worst Storyline (2015) với Summer Rae vs. Dolph Ziggler/Lana
- Wrestling Observer Newsletter
  - Best Gimmick (2014) với Lana
  - Most Improved (2014)
- WWE
  - WWE United States Championship (2 lần)
  - Slammy Award (1 lần)
    - Trận đấu của năm (2014) – Team Cena vs. Team Authority tại Survivor Series